# Nébuleuse du Sablier
Ne pas confondre avec l'amas du Sablier (NGC 6530)
Pour les articles homonymes, voir Nébuleuse et Sablier (homonymie).
Nébuleuse planétaire
Source radio centimétrique (d)
Source d'infrarouge (d)
La nébuleuse du Sablier ou  nébuleuse du Sablier Gravé ou MyCn 18 ou Myers Catalogue 18 est une jeune nébuleuse planétaire et une nébuleuse bipolaire, en forme d'œil et de sablier, située au sud de la constellation de la Mouche, à environ 8 000 années-lumière de la Terre, dans la zone du bras Sagittaire-Carène de la Voie lactée.

## Découverte
Elle a été découverte par les astronomes américaines Annie Jump Cannon et Margaret Mayall durant leur travail sur le catalogue Henry Draper (catalogue créé entre 1918 et 1924). À l’époque, la nébuleuse a été catégorisée comme simple nébuleuse planétaire. 
Cette nébuleuse planétaire bipolaire a été photographiée en 1996 par le télescope spatial Hubble, ce qui a permis aux astrophysiciens Raghvendra Sahai et John Trauger du Jet Propulsion Laboratory de la NASA en Californie, de découvrir sa forme de sablier le 18 janvier 1996, à l'origine de son nom. Son nom de nomenclature MyCn est issu d'un ouvrage de Mayall et Cannon en 1940.

## Caractéristiques
Il a été présumé que la forme de sablier de MyCn 18 est produite par les jets bipolaires de la naine blanche en forme d'œil au centre de la nébuleuse et par l’expansion d’un rapide vent stellaire à l’intérieur d’un nuage plus dense au niveau de ses équateurs qu’aux pôles. Les vents stellaires à haute énergie proviennent de la naine blanche, son noyau massif d’éléments lourds émet un champ magnétique extrême. Des champs magnétiques complexes sont à l’origine des anneaux centraux aplatis et de la lumière. Les couleurs sont dues à divers gaz ionisés, azote en rouge, hydrogène en vert, oxygène en bleu,. La forme de pupille au centre de l'œil est une illusion d'optique relative à l'angle d'observation. La forme d'œil ressemble à celle de la nébuleuse de l'Hélice (NGC 7293, connue sous le nom de « l’œil de Dieu »). 

## La nébuleuse du Sablier dans la culture populaire
- La nébuleuse du Sablier figure en première page de l’édition de 1997 de National Geographic. L’apparence unique de la nébuleuse a permis aux éditeurs du magazine de commenter « Les astronomes ont regardé à 8 000 années-lumière dans le cosmos grâce à Hubble et il semble que la nébuleuse de l'Hélice (connue sous le nom de « l’œil de Dieu ») nous regardait fixement ».
- La nébuleuse du Sablier a également servi sur la pochette de l’album Binaural de Pearl Jam.
- La nébuleuse du Sablier apparaît dans le jeu vidéo populaire Final Doom.
- La nébuleuse figure sur le poster du laboratoire de l’Organisation européenne pour la recherche nucléaire (CERN) pour le film Anges et Démons de 2009.
- La nébuleuse paraît abondamment et a été utilisée dans la série animée Captain Herlock: The Endless Odyssey.
- La nébuleuse apparaît dans le jeu vidéo Mass Effect 2 parmi d'autres nébuleuses.
- The Hourglass Effect (hourglass signifie sablier) est un album sorti en 2008, par le groupe britannique Shadowkeep.